# Rosalie La Flesche Farley
Pour les articles homonymes, voir La Flesche.
Rosalie La Flesche, épouse Farley (née le 9 février 1861 dans la réserve Omaha, Nebraska - morte le 9 mai 1900) est la deuxième fille du chef Omaha, Joseph LaFlesche. Elle a eu une position importante parmi la tribu Omaha en tant que femme d’affaires en gérant l’argent et les transactions foncières de son peuple lors de la phase de transition où il s’est retrouvé contraint par les Euro-Américains à vivre dans une réserve.

## Biographie

### Enfance et éducation
Rosalie La Flesche nait dans la réserve Omaha le 9 février 1861. Elle est la deuxième fille d'un des chefs de la tribu, Joseph LaFlesche, nommé Œil de Fer, et de sa première femme, Marie Hinnuagsnun Gale. Marie est la fille d'un chirurgien américain et de sa femme Iowa, Ni-co-ma. Joseph est le fils d'un négociant canadien-français de fourrures travaillant pour l'American Fur Company qui avait déjà travaillé avec les Omahas et d'autres tribus amérindiennes. Sa mère, Waoowinchtcha, était une Ponca et il est rapporté qu'elle était apparentée à Big Elk, le chef de la tribu Omaha. Ce dernier l'adopta une fois adulte et le désigna comme son successeur sous le nom d'Œil de Fer (Iron Eye en anglais). En 1853, Joseph en tant qu'un des chefs des Omahas, participa à la négociation du traité de 1854, par lequel la tribu vendit la plupart de ses terres à l'État dans le Nebraska. Il a dirigé la tribu peu après leur retrait dans la réserve, et l'a accompagné dans une importante transition vers la sédentarité.
Rosalie fait partie de la dernière génération Omaha à avoir eu une enfance traditionnelle. Mais son père prônant l'assimilation de la culture Blanche, Rosalie adopte un mode de vie plus occidental. Sa famille cesse de vivre dans un tipi pour habiter dans une maison en bois, et Joseph convertit sa famille au christianisme. Étant persuadé de l'importance de l'éducation de son peuple afin de pouvoir mieux revendiquer ses droits auprès des Blancs, il aide à l'installation d'une mission presbytérienne et de son école vers 1860. C'est dans cet établissement que Rosalie, comme tous les enfants de Joseph LaFlesche, va commencer son enseignement jusqu'à sa fermeture en 1869. Elle y apprend les coutumes et les habitudes euro-américaines ainsi que l’anglais.
Contrairement à sa grande sœur Susette et ses plus jeunes sœurs Susan et Marguerite, elle ne sera pas envoyée dans l’Est des États-Unis pour y compléter son éducation. Elle obtient cependant une place d’enseignante à la nouvelle école fédérale de la réserve. En 1881, elle épouse son collègue, le professeur Ed Farley. 

### Carrière

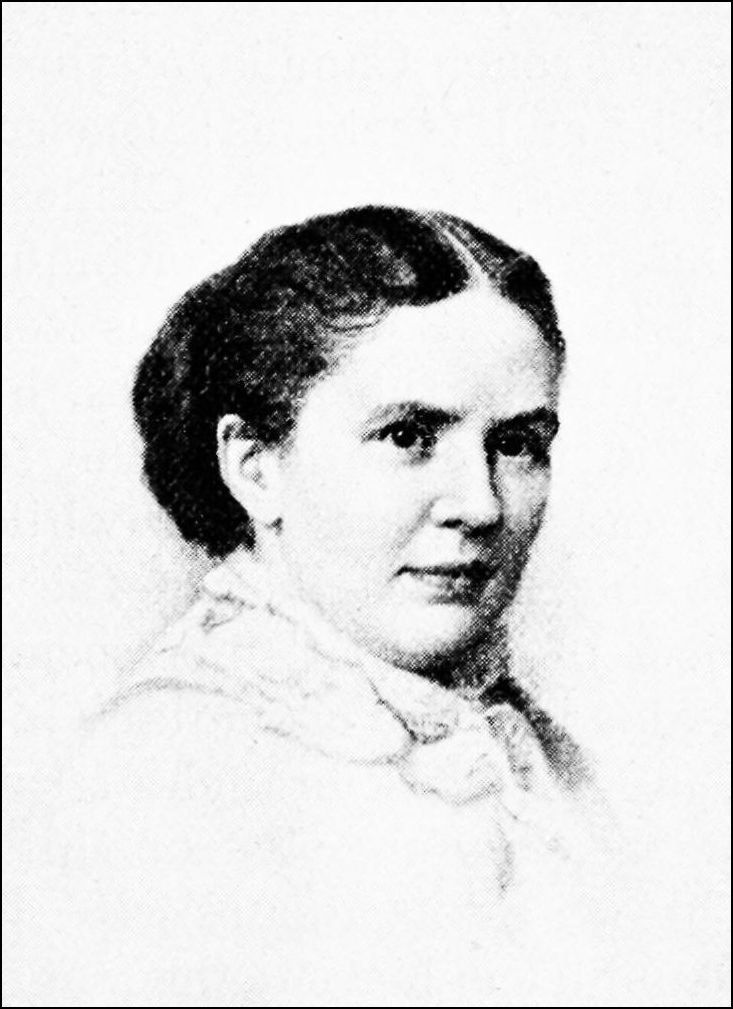
Alice C. Fletcher.

En 1884, la réserve Omaha est divisée en petites parcelles qui doivent devenir des propriétés privées pour chacun des membres de la tribu. Une fois les parcelles attribuées, il reste encore de nombreuses terres libres. Les fermiers blancs en profitent pour s’en servir comme pâturage pour leurs énormes bétails qui parfois traversent et dévastent les plantations des fermes indiennes. À l’époque, parce qu’il ne sont pas encore habitués au principe de propriété privée, les Omahas sont réticents à clôturer leurs plantations.
Afin de trouver une solution, Alice C. Fletcher, une anthropologue proche de la famille La Flesche et qui est présente dans la réserve, conseille aux Omahas de clôturer seulement les terres vacantes et de louer ces terres aux fermiers Blancs.

Ed Farley gère la signature du bail de 18 000 acres (7 300 ha). Rosalie joue également un rôle important dans l’affaire en tant que porte-parole et traductrice grâce sa double éducation omaha-anglaise. Elle participe aux négociations avec les fermiers Blancs et au sein du conseil tribal. Elle s’occupe aussi de recevoir les loyers et de les répartir à chaque membre de la tribu. Elle mène des démarches auprès de l’administration afin de débloquer d’autres terres pour les Omahas.

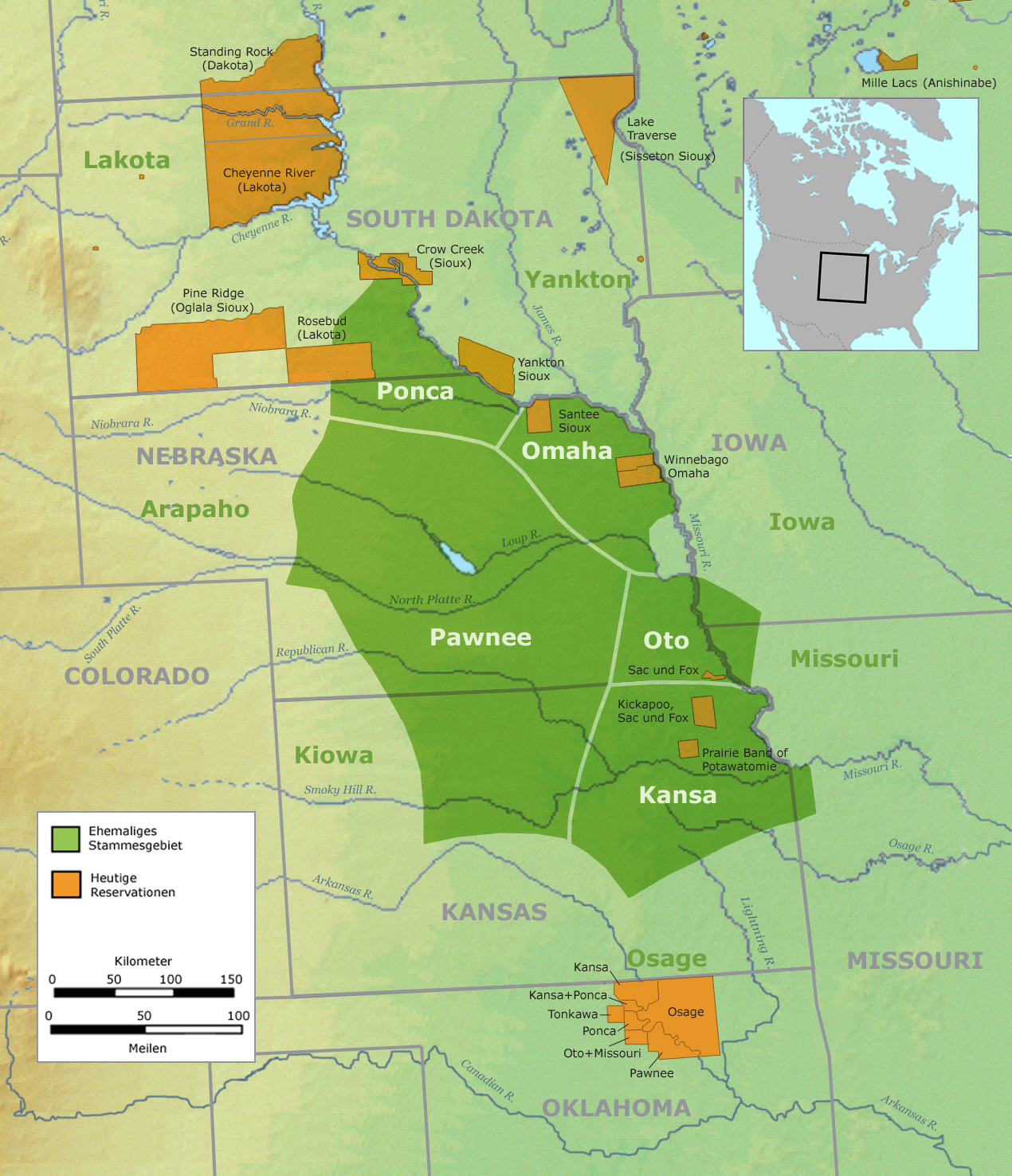
Territoires d'origine des tribus amérindiennes du Nebraska (en vert) et les réserves indiennes (en orange).

Rosalie La Flesche doit également faire face à de nombreux spéculateurs fonciers comme William Peebles. Ce dernier attaque plusieurs fois en justice les Omahas pour essayer d’annuler le principe de location des terres de la réserve afin de les racheter. La cour suprême du Nebraska donne raison à Rosalie. Le couple a dû faire face à certaines critiques de la part des membres de la tribu qui les accusaient de détourner de l’argent. Susette La Flesche critique la façon qu’a Ed Farley de gérer la location des terres.
Rosalie La Flesche devient également la banquière de la tribu de façon informelle en gérant les fonds alloués individuellement par le gouvernement fédéral à des Amérindiens qui ne sont pas familiers avec ce genre de transactions. Lorsque certains Omahas, anticipant les aides gouvernementales, empruntent de l’argent à des Blancs ou se font faire un crédit auprès d’un magasin, Rosalie La Flesche surveille attentivement que les mensualités soient justes et que les créditeurs n’en profitent pas.
Elle vient également en aide aux gens de sa tribu pour des problèmes plus personnels. Dans son journal, elle raconte qu’elle a aidé à contacter un avocat pour défendre une femme qui se faisait battre par son mari. Elle a traduit l’histoire de la victime et, avec l’aide de l’avocat, elle a permis que le coupable soit arrêté. 
En plus d’avoir une grande importance au sein de la tribu, elle est également très appréciée de certains Blancs en dehors de la réserve. Sous les conseils de sa sœur Susette qui fait de nombreuses tournées de conférences à travers les États-Unis, de nombreuses personnalités et des intellectuels viennent visiter la réserve et rencontrer Rosalie La Flesche. Elle aide régulièrement Alice C. Fletcher ainsi que d’autres anthropologistes qui désirent étudier et conserver le mode de vie traditionnel Omaha.] 

### Décès
Rosalie La Flesche Farley meurt d’une longue maladie le 9 mai 1900. Elle est enterrée au cimetière de Bancroft, Nebraska. Beaucoup de personnes assistèrent à ses funérailles, Amérindiens comme Euro-Américains. Un des plus importants journaux du Nebraska, le Omaha Daily Bee, écrit à l’occasion de son décès : « Mrs. Farley n’a jamais rompu ses relations avec sa tribu […] [elle] y était une des personnalités les plus influentes […] Elle était une femme d’un rare talent dans les affaires […] qui menait à de larges succès. […] Elle était la ressource des pauvres, des malades et des prodigues, son œuvre a été une bénédiction, elle était réellement une des femmes les plus remarquables de l’État. »

## Famille
Rosalie La Flesche est issue du premier mariage de son père, Joseph LaFlesche, avec sa femme Marie Hinnuagsnun Gale. Ses frères et sœurs se nomment Louis, Susette, Marguerite et Susan. Elle a également deux demi-frères et une demi-sœur car son père se maria avec une deuxième femme, Elizabeth Tainne Esau, avec qui il eut Francis, Lucy et Carrey.
Joseph LaFlesche encouragea l'éducation de tous ses enfants afin qu'ils apportent en retour une contribution à leur peuple. Et plusieurs d'entre eux devinrent quelques-uns des intellectuels amérindiens les plus brillants de leur génération. En plus de Rosalie, Susette La Flesche Tibbles et Marguerite devinrent des activistes pour la cause amérindienne ; Susan La Flesche Picotte fut la première femme médecin amérindienne aux États-Unis et Francis La Flesche devint le premier ethnologue issu d'un peuple amérindien des États-Unis. Lucy La Flesche devint enseignante et fut une personnalité de sa tribu. Carrey eut aussi des responsabilités au sein de la tribu.
Elle eut avec son mari Ed Farley six enfants : Caryl E. Farley (1881-1937), Mary Farley Stevison (1884-1959), Louis L. Farley (1885-1916), Fletcher Lawrence Farley (1888-1918), Laflesche Farley (1892-1953) et Edward Farley (1898-1932).

## Hommage

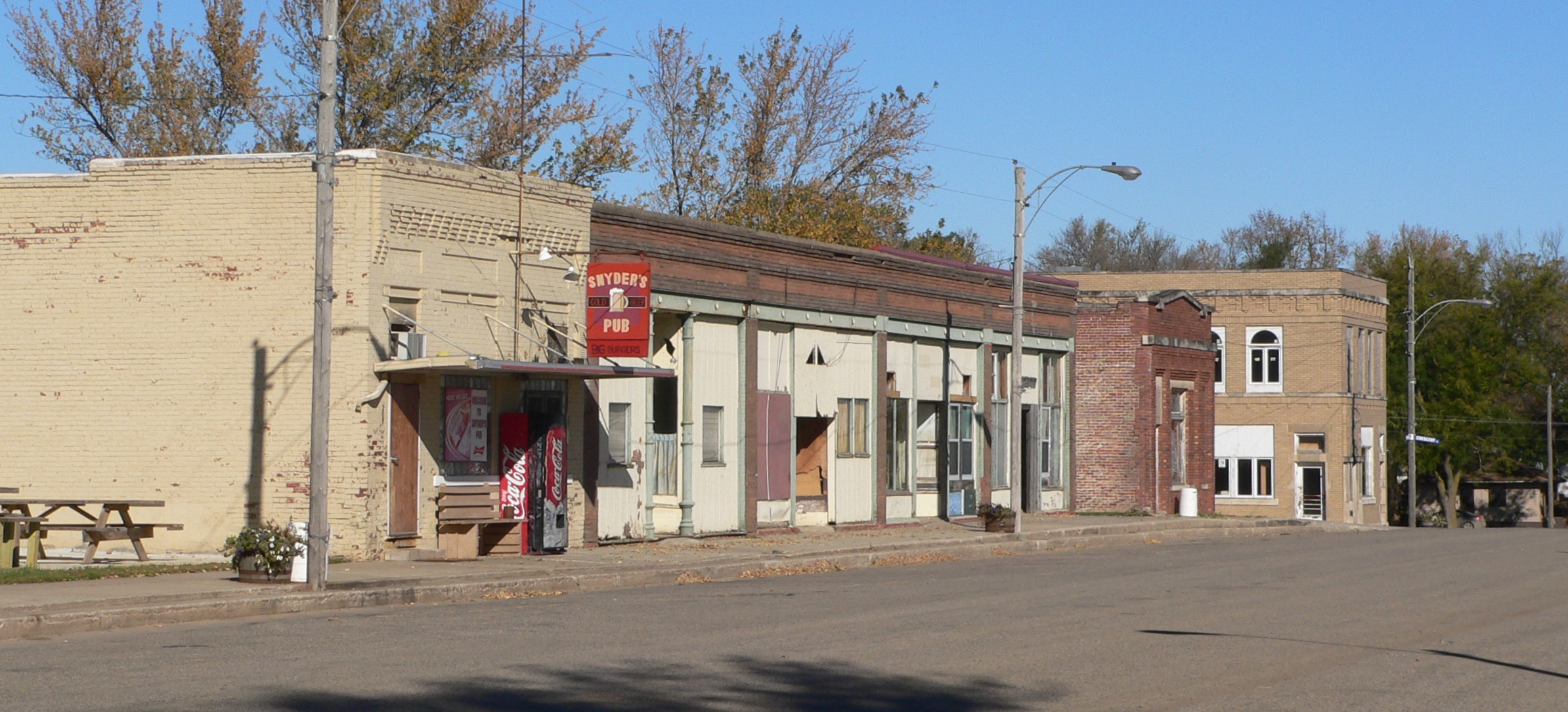
Centre ville de Rosalie, Nebraska.

Après son décès, les Omahas donnèrent son nom à une ville de la réserve, Rosalie(Nebraska).